# Euterpa warzywna

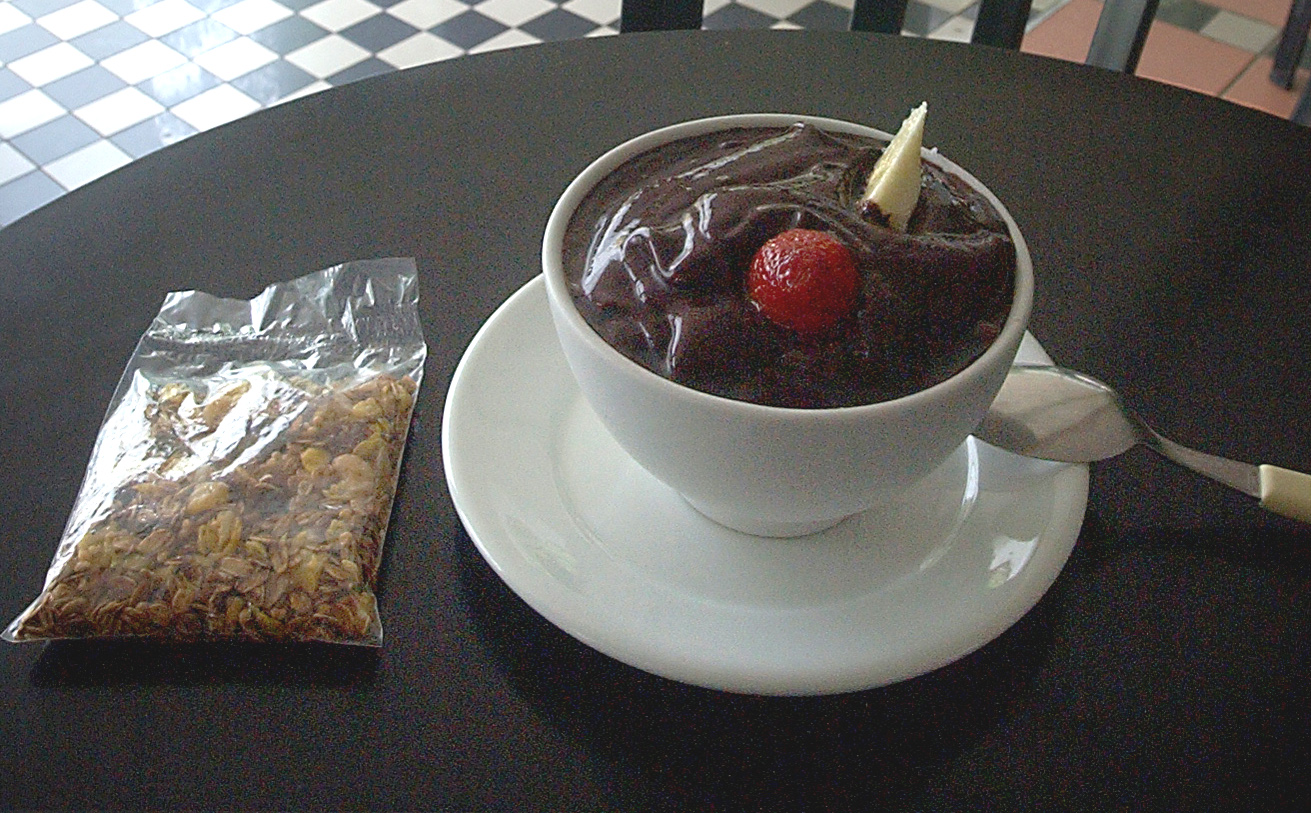
Serwowany miąższ z owoców açaí

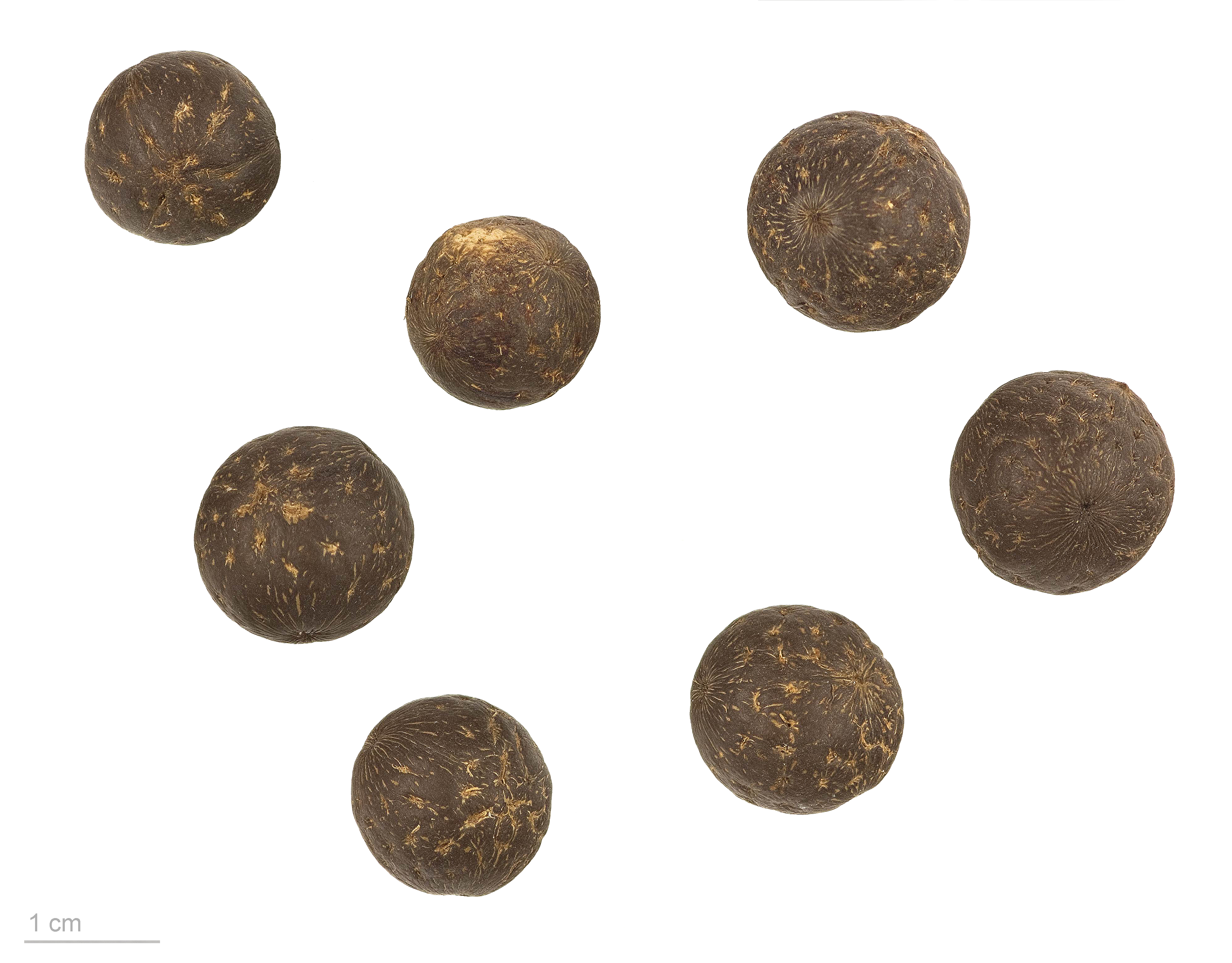
Euterpe oleracea

Euterpa warzywna, warzywnia warzywna (Euterpe oleracea) – gatunek z rodziny arekowatych (palm). Pochodzi z terenów tropikalnych Ameryki Południowej, ale został szeroko rozprzestrzeniony w strefie międzyzwrotnikowej na całym świecie.

## Morfologia
Drzewo dorastające do 15 m wysokości. Długie liście do 3,5 m długości skupione są na szczycie pnia. Kwiatostan rozgałęziony, obupłciowy. Kwiaty gęste o białym kielichu i czerwonej koronie. Owocem jest kulista, jednonasienna, włóknista jagoda w kolorze ciemnofioletowym.

## Zastosowanie

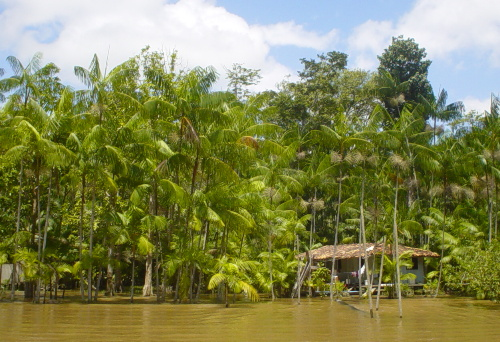
Plantacja palm w Brazylii

Szczyty pędu oraz młode części kwiatostanu są spożywane jako jarzyna, niekiedy używane do wyrobu przetworów marynowanych lub solonych.
Owoce (portugal. açaí, ang. acai berries) – podobne z wyglądu do winogron, lecz mniejsze – zawierają pojedynczą dużą pestkę (7–10 mm średnicy) i bardzo niewiele miąższu. Drzewo rodzi je dwa razy rocznie w kilku, a nawet kilkunastu gronach, zawierających od 500 do 900 jagód.
Miąższ jest wykorzystywany w tradycyjnej kuchni brazylijskiej. W Amazonii jest wręcz podstawą diety mieszkańców dżungli, stanowiąc wagowo do 42% ogółu pożywienia.
W położonym na północy stanie Pará miąższ jest zwykle podawany z tapioką i – w zależności od regionu – solony bądź słodzony cukrem lub miodem (sam nie jest słodki, posiada jednak wyróżniający te owoce aromat). W południowej Brazylii spożywa się go na zimno, najczęściej z granolą, a potrawa ta nosi nazwę „açaí na tigela”. Wykorzystuje się miąższ również do produkcji lodów i napojów. Sok wyciśnięty z miąższu używany jest również do produkcji napojów alkoholowych. Od lat dziewięćdziesiątych XX wieku sok i koncentraty stały się popularnie na całym świecie, zwłaszcza w USA.
W maju 2009 roku Agencja Bloomberg alarmowała, że rosnąca popularność soku z tych owoców w Stanach Zjednoczonych „pozbawia mieszkańców dżungli brazylijskiej bogatego w proteiny pożywienia, które od pokoleń jest podstawą ich diety”. Sok i suplementy z tej rośliny reklamowane są jako środki odchudzające, jednakże brak jest rzetelnych badań, sugerujących ich skuteczność w jakiejkolwiek przypadłości.
Ponieważ owoce zawierają duże ilości manganu, suplementy mogą zmniejszać przyswajanie żelaza z diety.